# Groupe PGS
PGS est l’abréviation de « Palettes Gestion Services », société fondée en France. En 1993, PGS a commencé ses activités par la récupération et la vente de palettes en bois reconditionnées. Actuellement, le Groupe PGS est actif dans sept pays : la France, la Belgique, l’Espagne, l’Ukraine, la Lettonie, le Maroc et les États-Unis.
Le Groupe PGS possède 3 scieries, 11 sites de production de palettes, 19 sites de reconditionnement et sa propre usine de production de clous. Les effectifs se montant à plus de 700 collaborateurs répartis sur 42 sites. 

## Activités
PGS travaille avec des palettes en bois neuves et reconditionnées, ainsi que dans les services associés. Chaque année, PGS produit 25 millions de palettes neuves et traite 20 millions de palettes reconditionnées.
Le Groupe PGS a récemment ouvert une nouvelle scierie à Selma, dans l’Alabama. Son objectif est d’exporter son savoir-faire en matière de production de palettes et d’approvisionner le marché américain en bois de qualité.

## Produits et services
Le Groupe PGS commercialise tous types de produits de manutention :
- Palettes en bois
- Palettes reconditionnées
- Location de palettes
- Clous
- Big Bags
- Bois
- Palox

## Historique
En mars 1993, à Saint-Étienne-du-Rouvray, près de Rouen, Jean-Louis Louvel, Michaël Modugno et Gilles Hermann montent un petit atelier de 400 m2 pour réparer des palettes. Deux ans après, ils entament leur déploiement national de l'activité de collecte, reconditionnement et livraison de ce type de matériel d'occasion. En 2001, l'entreprise pénètre le marché de la palette neuve en achetant les sites de production Technipal Normandie, Technipal Bretagne et Technipal Champagne. 
En 2009, elle devient numéro un en France et numéro deux en Europe par croissance externe, avec acquisition de l'entreprise Beynel-Manustock. En 2010, elle acquiert les sociétés Palettes Perurena et Synergie Emballages.

## Chronologie
| Date | Événement                                                 |
| ---- | --------------------------------------------------------- |
| 1993 | Fondation de Palettes Gestion Services                    |
| 1995 | Elargissement de notre champ d’action à travers la France |
| 2001 | PGS se lance dans la fabrication de palettes neuves       |
| 2006 | Expansion à l’international en Espagne et en Belgique     |
| 2013 | PGS cible le Maroc, l’Ukraine et la Lettonie              |
| 2019 | La traversée de l’Atlantique (Selma, Alabama, États-Unis) |